# IC 2019-2
IC 2019-2 — галактика типу S (спіральна галактика) у сузір'ї Телець.
Цей об'єкт міститься в оригінальній редакції індексного каталогу.